# Selaginella macrostachya
Selaginella macrostachya är en mosslummerväxtart som först beskrevs av Antoine Frédéric Spring, och fick sitt nu gällande namn av Antoine Frédéric Spring. Selaginella macrostachya ingår i släktet mosslumrar, och familjen mosslummerväxter. Inga underarter finns listade i Catalogue of Life.